# Kościół św. Marii Magdaleny w Użwentach
Kościół św. Marii Magdaleny w Użwentach – katolicki kościół w Użwentach (Užventis), (Litwa).
Zbudowany z drewna w 1703. W latach 1795 i 1835 oraz po drugiej wojnie światowej kościół remontowano.
Kościół jest trzynawowy, na planie krzyża łacińskiego, z krótkim transeptem. Budynek ma dwie zakrystie.
Dach kościoła jest wysoki, kryty gontem. Nad wejściem do kościoła dach ma wydatny naczółek. Nad dachem znajduje się niewielka wieżyczka, przykryta blaszanym hełmem.
We wnętrzu kościoła 5 barokowych ołtarzy i ambona z ażurowym baldachimem.
Obok kościoła stoi drewniana dzwonnica zbudowana w 1870.

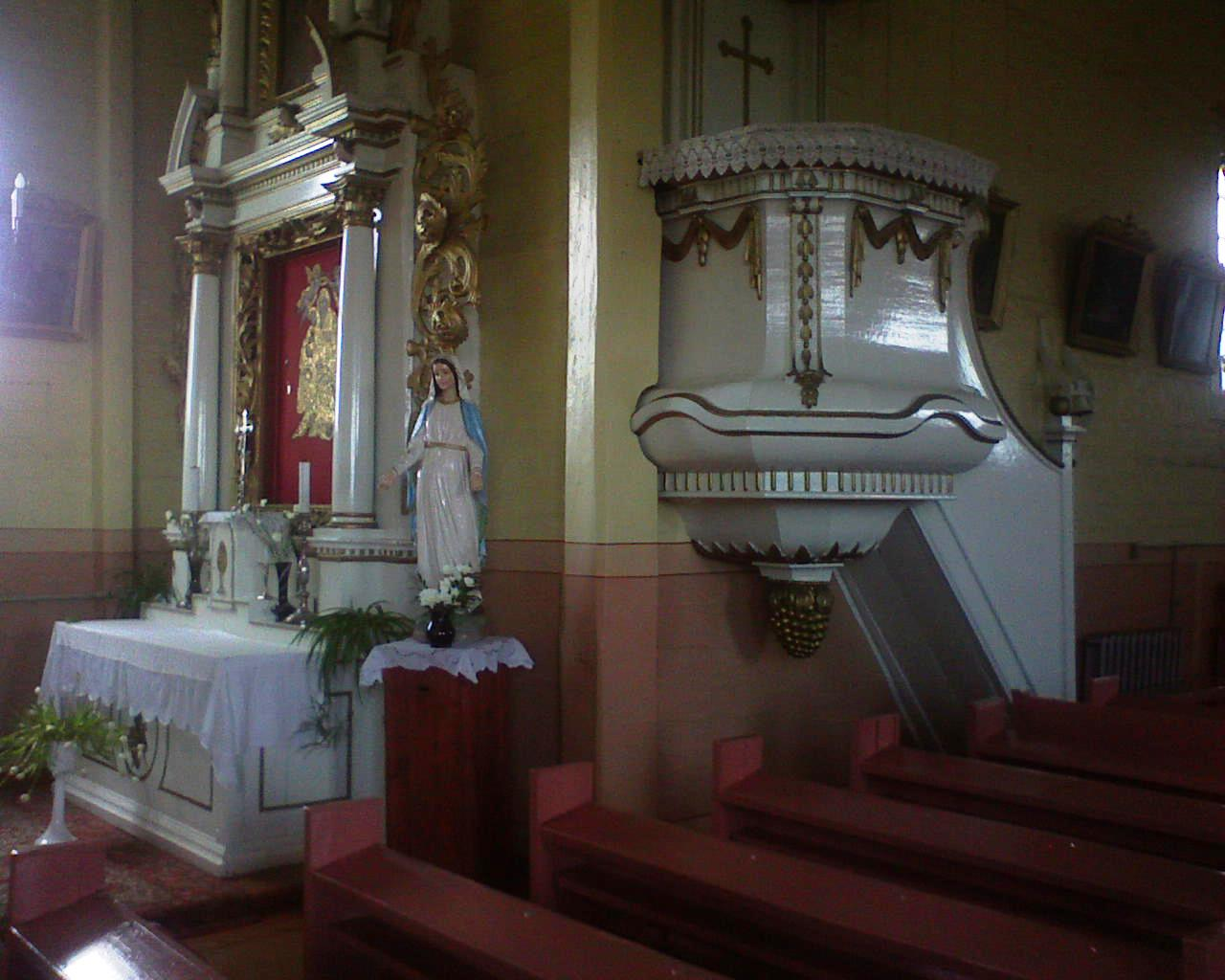
Ambona i jeden z ołtarzy